# 리무영
리무영(李武榮, 1948년 4월 8일 ~ )은 조선민주주의인민공화국의 정치인이다. 내각 부총리 겸 화학공업상이며, 조선로동당 중앙위원회 위원이다. 최고인민회의 제12기 대의원이다.

## 경력
1946년에 태어났다. 남흥청년화학연합기업소 기사장을 거쳐, 2002년 남흥청년화학연합기업소 지배인에 임명되었다. 2003년 8월 박사 학위를 취득했다. 2003년 9월 내각 화학공업상에 임명되었으며, 2009년 4월 유임되었다. 2011년 5월부터 내각 부총리를 맡고 있다. 2010년 9월, 조선로동당 중앙위원회 위원에 선임되었다.

## 최고인민회의 대의원
1998년 9월 최고인민회의 제10기 대의원과 2003년 9월 제11기 대의원을 연이어 지냈다. 2009년 4월이후 제12기 대의원을 맡고 있다.

## 기타
2010년 조명록 사망, 그리고 2011년 김정일 사망 당시에 국가 장의위원회 위원을 맡았다.